# رامون لوپز دی فریتاس
رامون لوپز دی فریتاس (به پرتغالی: Ramon Lopes de Freitas) هافبک اهل برزیل است که در شهر برزیل و در تاریخ ۷ اوت ۱۹۸۹ به دنیا آمده‌است.
رامون لوپز دی فریتاس در تیم‌های فوتبال Volyn Lutsk سابقهٔ حضور دارد.